# V364 Большого Пса
V364 Большого Пса (лат. V364 Canis Majoris) — одиночная переменная звезда в созвездии Большого Пса на расстоянии приблизительно 2350 световых лет (около 721 парсека) от Солнца. Видимая звёздная величина звезды — от +11,7m до +10,6m.

## Характеристики
V364 Большого Пса — красная пульсирующая полуправильная переменная звезда типа SRB (SRB) спектрального класса M8.